# آيسدن- مارخراتن
آيسدن- مارخراتن Eijsden-Margraten  مدينة وبلدية بمقاطعة ليمبورخ، هولندا.

## طوبوغرافيا
خريطة طوبوغرافية هولندية لبلدية إيخت- سوسترين، يونيو 2015، (تقرأ بعد ثلاث نقرات على الخريطة)